# HorrorPops
HorrorPops – duńska rockowa grupa muzyczna. Została założona w roku 1996 przez Kima Nekromana z Nekromantix i Patricie Day. Aktualnie są małżeństwem.

## Skład
Aktualni członkowie
- Patricia Day – wokal, kontrabas
- Kim Nekroman – gitara prowadząca
- Geoff Kresge – gitara elektryczna
- Niedermeier – perkusja
- Kamilla Vanilla – tancerka Go-Go
- Naomi – tancerka Go-Go

Poprzedni członkowie
- Caz the Clash – gitara elektryczna (1998-2003)
- Karsten – gitara elektryczna (2003-2004)
- Mille – tancerka Go-Go (1999-2004)

## Dyskografia
- Sortidos (2004, singel)
- Hell yeah! (2004)
- Caught in a Blonde (2005, singel)
- Bring it on! (2005)
- Kiss Kiss Kill Kill (2008)